# Ivan Jakšić
Ivan Jakšić (Subotica, 14. lipnja 1927. – nasip na Kazuku, 19. studenoga 1944.), hrvatski pripadnik pokreta otpora i antifašistički borac iz Bačke.
Sin u proleterskoj obitelji Hrvata, stolarskog radnika Andrije i kućanice Janje r. Perčić kao jedno od sedmero djece. Osnovnu školu, urarski i zlatarski obrt izučio u Subotici. Otac mu je kako komunistički pristaša 1941. zatočen i zlostavljan u zloglasnoj Žutoj kući. Poslije očeva zatočenja i skrivanja na salašu na Pavlovcu, Ivan Jakšić preuzeo je ulogu suradnika s pokretom otpora. Bio je kurir među partizanskim bazama na Skenderevu i Šebešiću. Pred oslobođenje Subotice čuvao je ključne objekte po gradu, da ih mađarski okupatori ne bi uništili u povlačenju. Učlanio se u SKOJ. Pridružio se 8. vojvođanskoj udarnoj brigadi nakon njena dolaska. Na ratnom putu te brigade poginuo u borbama oko nasipa na Kazuku, koji je bio zadnja prepreka pred batinskim mostobranom.